# Шеста изложба УЛУС-а (1948)
Шеста изложба УЛУС-а (1948) је трајала током јуна 1948. године. Одржана је у галеријском простору Удружења ликовних уметника Србије односно у Уметничком павиљону "Цвијета Зузорић", у Београду.

## Оцењивачки одбор
Чланови оцењивачког одбора:
1. Сретен Стојановић
2. Марко Челебоновић
3. Ђорђе Андрејевић-Кун
4. Бранко Шотра
5. Винко Грдан
6. Лојзе Долинар

## Излагачи

### Сликарство
1. Анте Абрамовић
2. Даница Антић
3. Стојан Аралица
4. Милош Бабић
5. Никола Бешевић
6. Јован Бијелић
7. Милан Божовић
8. Ђорђе Бошан
9. Боса Валић-Јованчић
10. Павле Васић
11. Аделина Влајнић-Бокотић
12. Живојин Влајнић
13. Бета Вукановић
14. Филип Р. Вучковић
15. Филип П. Вучковић
16. Бошко Вукашиновић
17. Младен Вукић
18. Живан Вулић
19. Милош Вушковић
20. Слободан Гавриловић
21. Драгомир Глишић
22. Милош Голубовић
23. Винко Грдан
24. Никола Граовац
25. Бора Грујић
26. Дана Докић
27. Радмила Ђорђевић
28. Мате Зламалик
29. Божа Илић
30. Јозо Јанда
31. Гордана Јовановић
32. Лиза Крижанић
33. Енвер Крупић
34. Јован Кукић
35. Александар Кумрић
36. Петар Лубарда
37. Иванка Лукић
38. Светолик Лукић
39. Предраг Милосављевић
40. Раденко Мишевић
41. Живорад Настасијевић
42. Лепосава Ст. Павловић
43. Јефто Перић
44. Михајло С. Петров
45. Зора Петровић
46. Јелисавета Петровић
47. Миодраг Петровић
48. Васа Поморишац
49. Ђорђе М. Поповић
50. Мића Поповић
51. Иван Радовић
52. Божидар Раднић
53. Фрањо Родочај
54. Бранко Станковић
55. Вељко Станојевић
56. Боривоје Стевановић
57. Едуард Степанчић
58. Светислав Страла
59. Живко Стојсављевић
60. Вера Ћирић
61. Милорад Ћирић
62. Коста Хакман
63. Сабахадин Хоџић
64. Атон Хутер
65. Љубомир Т. Цинцар-Јанковић
66. Александар Челебоновић
67. Јадвига Четић
68. Милан Четић
69. Вера Чохаџић-Радовановић
70. Зуко Џумхур
71. Илија Шобајић

### Пластика
1. Градимир Алексић
2. Милан Бесарабић
3. Марко Брежанин
4. Борис Вериго
5. Дарослава Вијоровић
6. Франо Динчић-Менегело
7. Лојзе Долинар
8. Јелена Јовановић
9. Периша Милић
10. Трифун Т. Мркшић
11. Божидар Обрадовић
12. Перо Палавичини
13. Владета Петрић
14. Тома Росандић
15. Сава Сандић
16. Радета Станковић
17. Сретен Стојановић
18. Марин Студин